# Katlabouh
Katlabouh (ukrainien : Катлабуг) est une commune urbaine de l'oblast d'Odessa, en Ukraine. Elle compte 4 582 habitants en 2021.

## Géographie
La commune se trouve au bord du lac Katlabouh.

## Histoire
Le village est fondé en 1815 par des colons bulgares à l'emplacement d'un camp nomade tatar du nom de Chikirli-Kitaï (« rive sucrée »). Selon le traité de Paris de 1856, Chikirli-Kitaï se trouve désormais dans la principauté de Moldavie. Après la guerre russo-turque de 1877-1878, la Bessarabie du Sud retourne à la Russie.
Pendant la révolution d'Octobre, un soviet paysan est formé sous la direction du paysan Dragonov. En janvier 1918, l'ensemble de la Bessarabie, dont le village de Chikirli-Kitaï, est pris par le royaume de Roumanie. Le 28  juin 1940, l'Armée rouge s'empare de la région qui est administrée désormais par l'Ukraine soviétique et un soviet paysan est mis en place. Chikirli-Kitaï devient le centre administratif du raïon en janvier 1941. Un oukaze du praesidium du conseil suprême de la république socialiste soviétique d'Ukraine du 22 février 1941, transfère le siège du raïon d'Izmaïl, dans l'oblast d'Izmaïl, à Chikirlikitaï. Le raïon d'Izmaïl prend le nom de raïon de Souvorove (du nom du maréchal Souvorov) et le village est rebaptisé en Souvorove (officiellement en russe : Souvorovo),.
L'opération Barbarossa provoque l'occupation de la région par la Wehrmacht et son allié roumain, jusqu'au printemps 1944.
21 janvier 1959 par décret du Présidium de la Verkhovna Rada de la RSS d'Ukraine, le centre du raïon a été déplacé de Souvorove à la ville de Izmaïl et le raïon de Souvorove a été rebaptisé raïon d'Izmaïl.
Le recensement de 1989 compte 5 902 habitants à Souvorove. En 2001, la commune comprend 4 835 habitants qui se répartissent selon leur origine ethnique et/ou linguistique en Bulgares 71,04%; Russes 15,45%: Ukrainiens 7,92%; Moldaves 3,58%; Tziganes 0,97%; Gagaouzes 0,46%; Biélorusses 0,27%; Allemands 0,02% et Hongrois 0,02%.
Au 1er janvier 2013, Souvorove accueille 4 663 habitants.